# Fabio Liverani
Fabio Liverani (Róma, 1976. április 29.) szomáli származású olasz labdarúgó, edző.

## Pályafutása
Liverani szomáli apa és olasz anya gyermekeként született.
Első csapata a Serie C2-es Viterbese volt. 2000-ben a Perugiához szerződött, majd 2001-ben következett az első nagycsapat pályafutása során, a Lazio. Itt lett igazán jó játékos, az eltöltött öt év alatt több, mint 100 meccsen játszott a Lazio színeiben.
2006-ban a Fiorentina szerződtette. Első szezonjában tevékeny részt vállalt a „violák” feljutásából. A következő szezonban is itt játszott, amikor a Fiorentina negyedik lett a bajnokságban.
2008 óta a Palermo játékosa, valamint odaszerződésétől kezdve csapatkapitánya.
A válogatottban 2001-ben, Lazióhoz való igazolásakor mutatkozhatott be. Eddig háromszoros válogatott, egyetlen nagy tornán sem szerepelt.

## Mérkőzései az olasz válogatottban
| #  | Dátum               | Ellenfél     | Eredmény | Kiírás              | Esemény |
| -- | ------------------- | ------------ | -------- | ------------------- | ------- |
| 1. | 2001. április 25.   | Dél-Afrika   | 1 – 0    | barátságos mérkőzés | 46'     |
| 2. | 2001. szeptember 5. | Marokkó      | 1 – 0    | barátságos mérkőzés | 53'     |
| 3. | 2006. augusztus 16. | Horvátország | 0 – 2    | barátságos mérkőzés | 36' 58' |

## Külső hivatkozások
- Sky Sports | Football | Serie A | Palermo | Fabio Liverani
- ESPNsoccernet - Fabio Liverani Stats, News - Palermo Archiválva 2013. január 2-i dátummal az Archive.is-en